# Библиотека Сямэньского университета
Библиотека Сямэньского университета (кит. упр. 厦门大学图书馆) — библиотека Сямэньского университета, находящаяся в городе Сямэнь провинции Фуцзянь. Основана в 1921 году. В современном здании находится с 1987 года, занимая площадь 18 000 квадратных метров.

## История
После реконструкции 2001 и 2008 годов общая площадь увеличилась до 26 000 квадратных метров. В настоящее время библиотека насчитывает 3,5 миллиона томов, охватывающих такие предметы, как биология, химия, экономика, история, менеджмент, математика, медицина, океанография, философия, физика, исследования Юго-Восточной Азии и Тайваня и так далее.

## Услуги
Библиотека Сямэньского университета состоят из общей библиотеки и 5 отраслевых библиотек. Структура библиотеки включают в себя управление, комплектование, каталогизацию, консервацию и сохранение, тиражирование, справочную информацию, периодические издания и отдел информационных технологий. Для всех пользователей кампуса доступны различные услуги, в том числе предоставление книг на дом, чтение, справочная информация, консультации, обзор исследовательского проекта, межбиблиотечный обмен, ксерокопирование самообслуживания и т. В настоящее время в библиотеках для читателей доступно более 20 учебных аудиторий и более 4000 мест. В 1993 году в основной библиотеке была внедрена компьютеризированная система обращения. В 1994 году была создана интегрированная система менеджмента, которая была модернизирована в 1999 и 2007 годах соответственно. Проект цифровой библиотеки начат с 2000 года с целью предоставить в Интернете коллекции и фонды библиотеки.
В 1998 году были созданы две отраслевые библиотеки, а именно отраслевая библиотека экономики и управления и юридическая отраслевая библиотека.
Во второй половине 1999 года была создана Библиотека биологического и медицинского отделения. Затем была запущена университетская система сбора и обмена информацией между библиотеками различных колледжей, институтов и факультетов. В сентябре 2001 года в зоне общежития Цзэнцоань была открыта библиотека Восточного кампуса. Позже, в августе 2003 года, у студентов кампуса Чжанчжоу была своя собственная библиотека — Библиотека кампуса Чжанчжоу, которая могла похвастаться богатой коллекцией.

## Фотогалерея

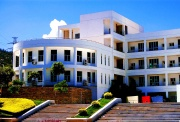
Библиотека филиала Восточного кампуса
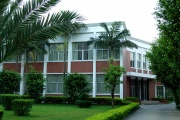
Библиотека отделения экономики и управления
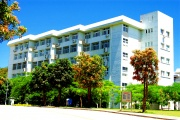
Юридическая отраслевая библиотека
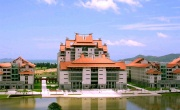
Библиотека кампуса Чжанчжоу